# Contrapaso

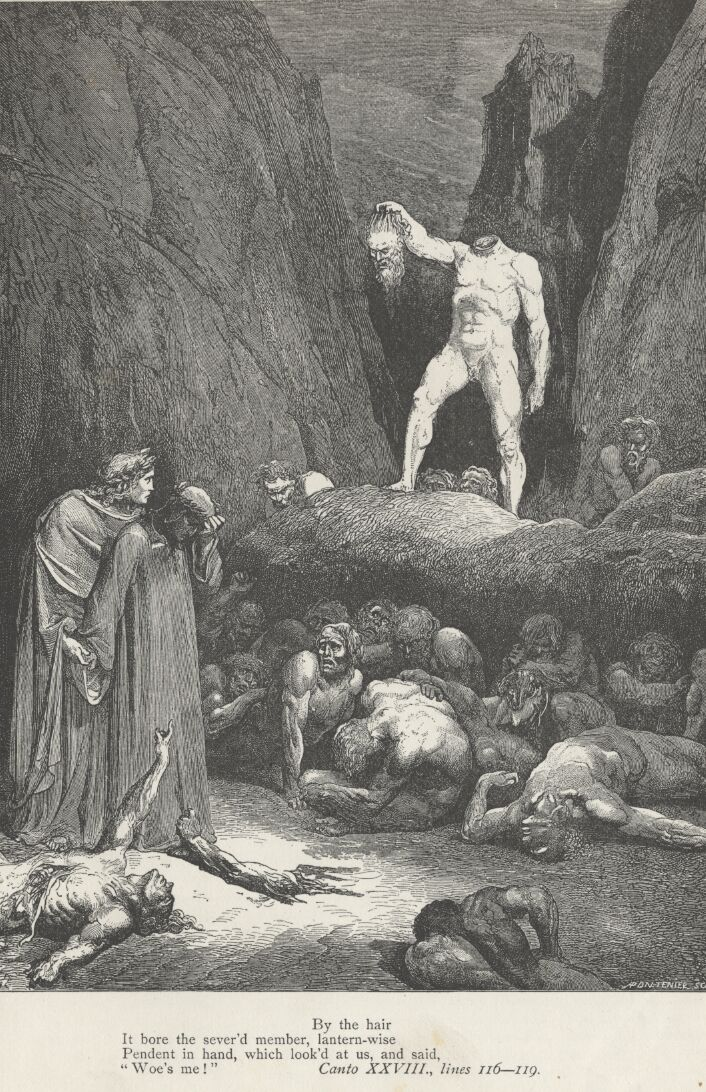
En el Infierno de Dante Bertran de Born es uno de los pocos personajes que explica por sí solo el propio contrapaso: ya que él sembró discordia dividiendo un padre de su hijo, ahora su cuerpo está dividido en dos pedazos (ilustración de Gustave Doré).

La ley del contrapaso (del latín contra y patior, 'sufrir lo contrario', contrapasso en el dialecto toscano original) es un principio que regula la condena de los reos mediante el contrario de su culpa o por analogía a ella. Está presente en numerosos textos históricos y literarios de gran influencia religiosa, como la Divina Comedia.

## Séneca
El escritor y filósofo latino Séneca hace uso de la ley del contrapaso en su sátira Apocolocyntosis: el emperador romano Claudio viene encomendado a uno de sus libertos en la ultratumba. El contrapaso en este caso reside en el hecho de que Claudio tenía fama de haber vivido en manos de sus potentes libertos.

## Dante
El contrapaso es muy citado en la Divina Comedia de Dante Alighieri. Todas las figuras presentes en el Infierno y en el Purgatorio son castigadas con esa ley con condenas adecuadas al estilo de vida que tuvieron.
Las almas de los indiferentes, que en tierra eligieron una vida de inercia y de no participación, son condenadas a una carrera frenética y sin sentido atrás de una insignia. Las almas de aquellos que se dejaron empujar por las pasiones de amor como un viento furioso son empujadas por una tempestad irresistible. A los indiferentes está mezclada la formación de los ángeles que, en ocasión de la revuelta de Lucifer, no se rebelaron y no quedaron fieles a Dios.
El contrapaso puede ser por analogía o por antítesis:
- Si es por analogía, la pena es igual al pecado. Por ejemplo: los alcohólicos serían condenados a beber eternamente hasta explotar.
- Si es por antítesis, la pena es distinta del pecado. Por ejemplo: los alcohólicos no podrían tomar ni un poco de licor, pero quizás sentirían el olor eternamente.

El primer caso coincide con la ley del Talión.

## Otros ejemplos
En el De contemptu mundi (sive De miseria humane conditionis) de Inocencio III al siglo de Lotario de Conti Segni, este explica la ley del contrapaso así, refiriéndose al final de Sodoma y Gomorra:

[...] Por eso el Señor derramó una lluvia, no una lluvia de agua o de rocío sino de azufre y de fuego, azufre sobre el hedor de la lujuria, fuego sobre el ardor de la libido, así la pena fuese el contrapaso de la culpa.
Libro segundo, XXV, 2

## Cultura popular
Tomado también en la cultura popular, el contrapaso es por ejemplo el principio irreverente e inspirador de la pieza «Las gorilas» (1952) de Georges Brassens, utilizado en el disco Volumen III de Fabrizio De André con el título «El gorila».